# Istres Ouest Provence Volley-Ball 2012-2013
Questa voce raccoglie le informazioni riguardanti l'Istres Ouest Provence Volley-Ball nelle competizioni ufficiali della stagione 2012-2013.

## Organigramma societario
Area direttiva
- Presidente: Gilbert Louis

Area tecnica
- Allenatore: Dorel Stefan

## Rosa
| N° | Nome              | Ruolo | Data di nascita | Nazionalità sportiva |
| -- | ----------------- | ----- | --------------- | -------------------- |
| 1  | Yulia Stoyanova   | S     | 22 luglio 1985  | Bulgaria             |
| 3  | Marisa Field      | C     | 10 luglio 1987  | Canada               |
| 4  | Marie-France Dje  | S/O   | 10 aprile 1992  | Francia              |
| 5  | Marielle Bousquet | L     | 5 aprile 1985   | Francia              |
| 6  | Bojana Marković   | S     | 20 giugno 1990  | Serbia               |
| 7  | Ivana Vasin       | P     | 13 maggio 1982  | Serbia               |
| 9  | Nora Bogdanova    | C     | 9 giugno 1991   | Bulgaria             |
| 10 | Leslie Turiaf     | S/O   | 15 maggio 1986  | Francia              |
| 11 | Nassira Camara    | S/O   | 28 giugno 1983  | Francia              |
| 14 | Vanja Matić       | C     | 4 giugno 1990   | Serbia               |